# Woszczyneczka postrzępiona
Woszczyneczka postrzępiona (Anomoloma myceliosum (Peck) Niemelä & K.H. Larss.) – gatunek grzybów z rodziny Amylocorticiaceae.

## Systematyka i nazewnictwo
Pozycja w klasyfikacji według Index Fungorum: Anomoloma, Amylocorticiaceae, Amylocorticiales, Agaricomycetidae, Agaricomycetes, Agaricomycotina, Basidiomycota, Fungi.
Takson ten w 1902 roku opisał Charles Horton Peck, nadając mu nazwę Poria myceliosa. Obecną, uznaną przez Index Fungorum nazwę nadał mu Tuomo Niemelä i J.I.R. Larsson w 2007 r.
Synonimy:
- Anomoporia myceliosa (Peck) Pouzar 1966
- Ceriporiopsis myceliosa (Peck) Ryvarden & Gilb. 1993
- Fibuloporia myceliosa (Peck) Domański 1965
- Poria myceliosa Peck 1902
- Poria perextensa Murrill 1920[2].

Stanisław Domański w 1965 r. nadał mu polską nazwę sprzążkownica postrzępiona, Władysław Wojewoda w 2003 r. zmienił ją na woszczyneczka postrzępiona. Obydwie nazwy są niespójne z aktualną nazwą naukową.

## Morfologia
Owocnik
Grzyb kortycjoidalny o jednorocznym, rozpostartym owocniku tworzącym nieregularne łaty o średnicy 1–5 cm, w stanie świeżym miękkie i kosmate, po wysuszeniu sztywne, korkowate. Brzeg cienki, biały, promieniście włóknisty z widocznymi, nitkowatymi i rozgałęzionymi, białymi ryzomorfami sięgającymi głęboko w podłoże. Hymenofor poroidalny, w stanie świeżym biały, po wysuszeniu, jasnokremowy. Pory kanciaste, początkowo w ilości 3–4 na mm, ale w starych owocnikach łączą się one z sobą i powstają nieregularne pory w ilości 1–2 na mm. Powierzchnia porów jest równa, przy powiększeniu 50 x pory są drobno ząbkowane lub ząbkowane.
Cechy mikroskopowe
Subikulum bardzo cienkie (ok. 0,1 mm), watowate, białe. Warstwa rurek bladokremowa, rurki o długości do 1 mm, miękko-korkowate. System strzępkowy monomityczny, strzępki nie zmieniają barwy w KOH, we wszystkich znajdują się sprzążki. Strzępki w ryzomorfach dość grubościenne, równej grubości, ciasno upakowane i równoległe, szkliste, o średnicy 2,4–5,1 µm (n = 120/10). Strzępki w subikulum luźno przemieszane, proste i słabo rozgałęzione, grubościenne, szkliste (bezbarwne), wyraźnie cyjanofilne, 2–4,9 µm średnicy (n = 194 /16), niektóre strzępki pokryte gruboziarnistymi kryształami. Rurki w tramie zbudowane z delikatnych, bardzo cienkościennych strzępek równej grubości, wzdłużnie z sobą splecionych, o średnicy 1,9–2,9(–3,1) (n = 143/11). Subhymenium niewyraźne. Brak cystydó lub cystydioli. Hymenium zbudowane z dość zwartej palisady komórek. Podstawki maczugowate, o zmiennie zwężającej się, ale nie głęboko ukorzenionej podstawie, ze sprzążką bazalną i czterema sterygmami, 11–19 × 4–5(–6) µm (n = 25/8). W strzępkach występują oleiste, niepozorne gutule. Bazydiospory regularnie elipsoidalne lub szeroko jajowate, z lekko zaokrągloną stroną brzuszną, zwykle z jedną małą gutulą i błoniastą, amyloidalną ścianą. Rozmiary bazydiospor w materiale europejskim: (2,7–)2,9–3,7(–4) x (1,9–)2,1–2,8(–3) µm, L = 3,16, W = 2,47, Q = 1,20-1,39 (n = 360/12).

## Występowanie i siedlisko
Znane jest występowanie woszczyneczki postrzępionej w Ameryce Północnej, Środkowej i Południowej, Europie, Azji i na Nowej Zelandii. W Polsce do 2003 r. jedyne jej stanowisko, ale bez określenia miejsca, podali Leif Ryvarden i Robert Lee Gilbertson w 1993 r.
Nadrzewny grzyb saprotroficzny. Występuje na martwym drewnie drzew liściastych, rzadziej iglastych.